# Madonna del Voto (Paolo da Visso)
La Madonna del Voto di Paolo da Visso è un dipinto murale staccato della seconda metà del XV secolo, conservato nel Museo civico diocesano di Visso.

## Storia materiale e stato di conservazione
Convenzionalmente chiamato Madonna del Voto, il dipinto murale fu realizzato per una cappella della chiesa di Sant'Agostino, attualmente sede del Museo civico diocesano di Visso. Nel 1868, a seguito delle demaniazioni postunitarie, il dipinto venne staccato da Tito Buccolini e ricollocato sull'altare di San Lorenzo della Collegiata di Visso. Nel 1972 l'opera fu sottoposta ad un restauro, realizzato da Paolo Castellani,a seguito della volontà dell'allora sindaco Ado Venanzangeli di costruire un museo per la conservazione delle opere provenienti dalle chiese locali. Il Museo fu istituito nella stessa chiesa di Sant'Agostino dove l'opera, restaurata, fu ricollocata nella sua sede originaria. 
Attualmente il dipinto versa in un cattivo stato di conservazione in quanto i numerosi spostamenti hanno profondamente segnato la sua superficie. In occasione del primo trasporto il restauratore optò per lo stacco di intonaco per sezioni, ancora visibili per via di alcuni sfasamenti avvenuti in fase di ricomposizione delle porzioni staccate, che furono mascherate con pesanti ridipinture, tolte poi nell'ultimo restauro. La superficie pittorica è anche interessata da vistose cadute di colore e da molti pigmenti in stato di ossidazione, come ad esempio l'azzurro del cielo stellato oggi poco visibile.

## Attribuzione e datazione
L'attribuzione e la datazione dell'opera, anche a causa del suo cattivo stato di conservazione, sono state oggetto di un lungo dibattito.
Il primo che inserì la Madonna del Voto tra le opere di Paolo da Visso fu nel 1923 Umberto Gnoli, il quale avviò gli studi sull'artista all'epoca poco conosciuto.
Nel 1964 Ansano Fabbi attribuì gran parte dei dipinti presenti nella valle vissana a Paolo di Visso, basandosi sull'identificazione della firma dell'artista nella Madonna con il Bambino di Avignone, compiuta da Federico Zeri nel 1953. Tra le opere che vennero considerate autografe da Fabbi c'era anche la Madonna del Voto.
La prima proposta di datazione fu avanzata da Giuseppe Vitalini Sacconi nel 1972, che collocò l'opera alla metà del XV secolo, sulla base di somiglianze stilistiche con il San Martino e il povero di Bartolomeo da Tommaso, datato 1447. Successivamente, pur riconfermando queste affinità stilistiche, lo stesso autore avanzò l'ipotesi che l'opera non fosse del tutto autografa, in particolare nei sei angeli ai lati del Cristo.
La paternità dell'opera venne messa in discussione per questioni stilistiche da Federico Zeri nel 1976.
Nel 1984 l'opera tornò ad essere attribuita a Paolo da Visso e venne inserita ufficialmente nel catalogo del museo di Visso da Ado Venanzangeli, che nel 1993 pubblicò la prima monografia dedicata al pittore vissano. Nel testo l'opera venne nuovamente analizzata e in quest'occasione venne datata dopo il Sogno di Costantino di Piero della Francesca, di cui Paolo sembra riprendere le novità riguardanti l'uso della luce.
Romano Cordella nel 1987 propone l'ipotesi di collegare il dipinto ad una lettera del 1466, nella quale è attestata la volontà di decorare una cappella della Madonna delle Grazie, che era stata eretta nella chiesa di Sant'Agostino di Visso per volontà di Francesco Sforza al tempo delle sue imprese marchigiane.
L'ultima revisione del catalogo del pittore è datata 2007 ed è opera di Roberto Fascietti, che accetta l'attribuzione dell'opera, ma non lo spostamento di datazione proposto dal Venanzangeli.

## Descrizione
Il dipinto, per la sua iconografia che riassume diversi schemi tipologici come la Madonna della Misericordia, la Pietà e la divinità armata di frecce (spesso presente nei gonfaloni processionali umbri), può essere considerato unico nel suo genere.
Partendo dall'alto, si può notare Dio adirato, fra due schiere di angeli, intento a scagliare frecce contro l'umanità peccatrice.
Le frecce si infrangono però contro un padiglione cuspidato, i cui lembi di tenda vengono aperti dai Santi Agostino, titolare dell'omonima chiesa vissana (a sinistra dello spettatore), e Nicola da Tolentino, il primo santo agostiniano (a destra).
La tenda funge da riparo per il popolo di Visso, che, diviso per sessi, viene raffigurato in adorazione ai lati del trono della Vergine, la quale, al centro dell'opera, sorregge sulle sue ginocchia il corpo morto del figlio.
Nei due cartigli ai lati del trono è riportata una preghiera in volgare.

## Interpretazione

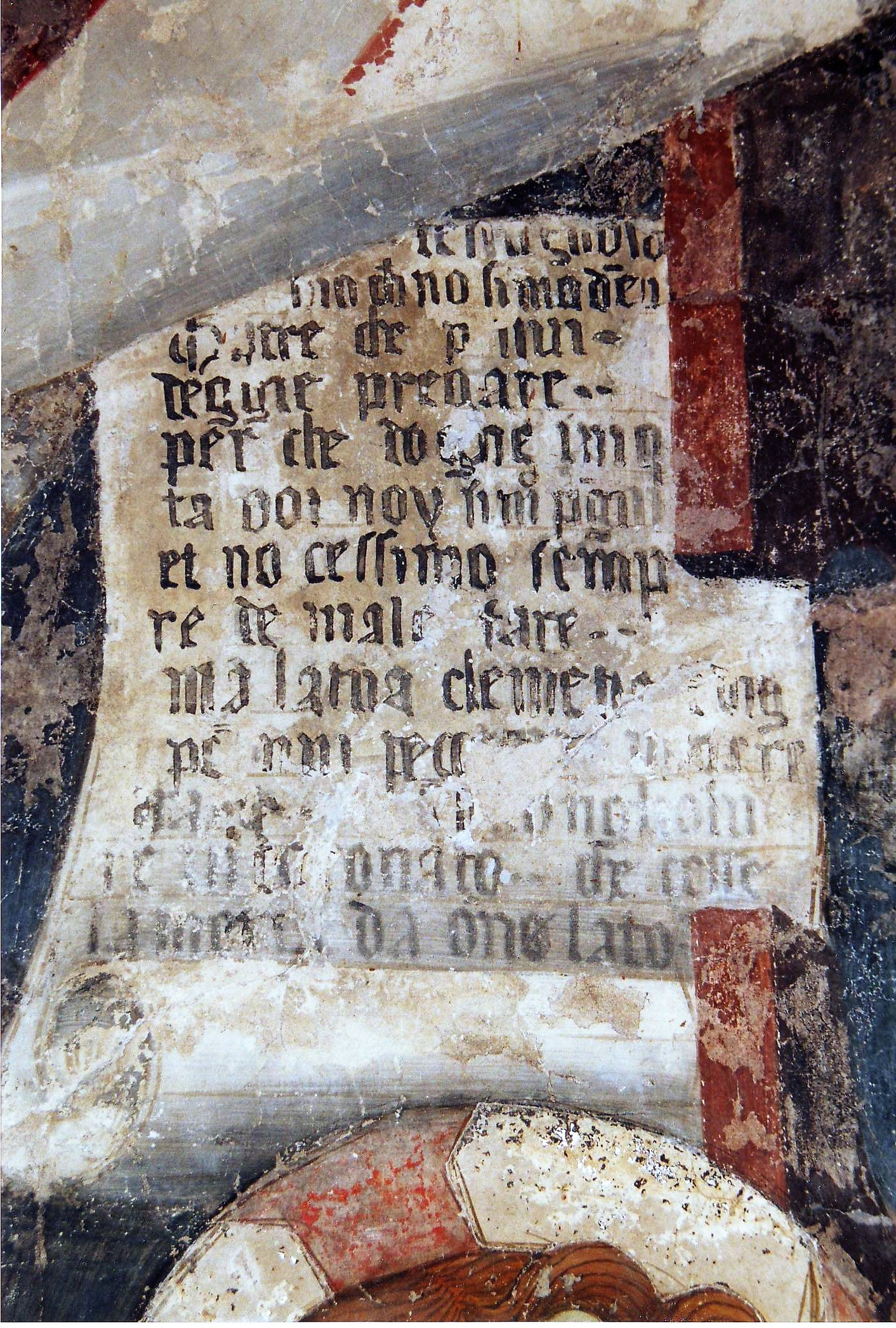
[?]e [?] filgiolo tuo (?) che no simo de(gn)i Matre, che p(er) nui degge pregare, Perché d'ogne iniq(ui)tà [ooi](?) noy simo p(re)gni / Et no cessimo sempre de male fare / Ma la tua cleme(n)tia [s]e dig[ni]m / Pe(r) nui pecc[aturi volere orare], / [Ad] t[u]o Figliolu Re incoronato, / Che cesse la moria de o(n)ne lato.

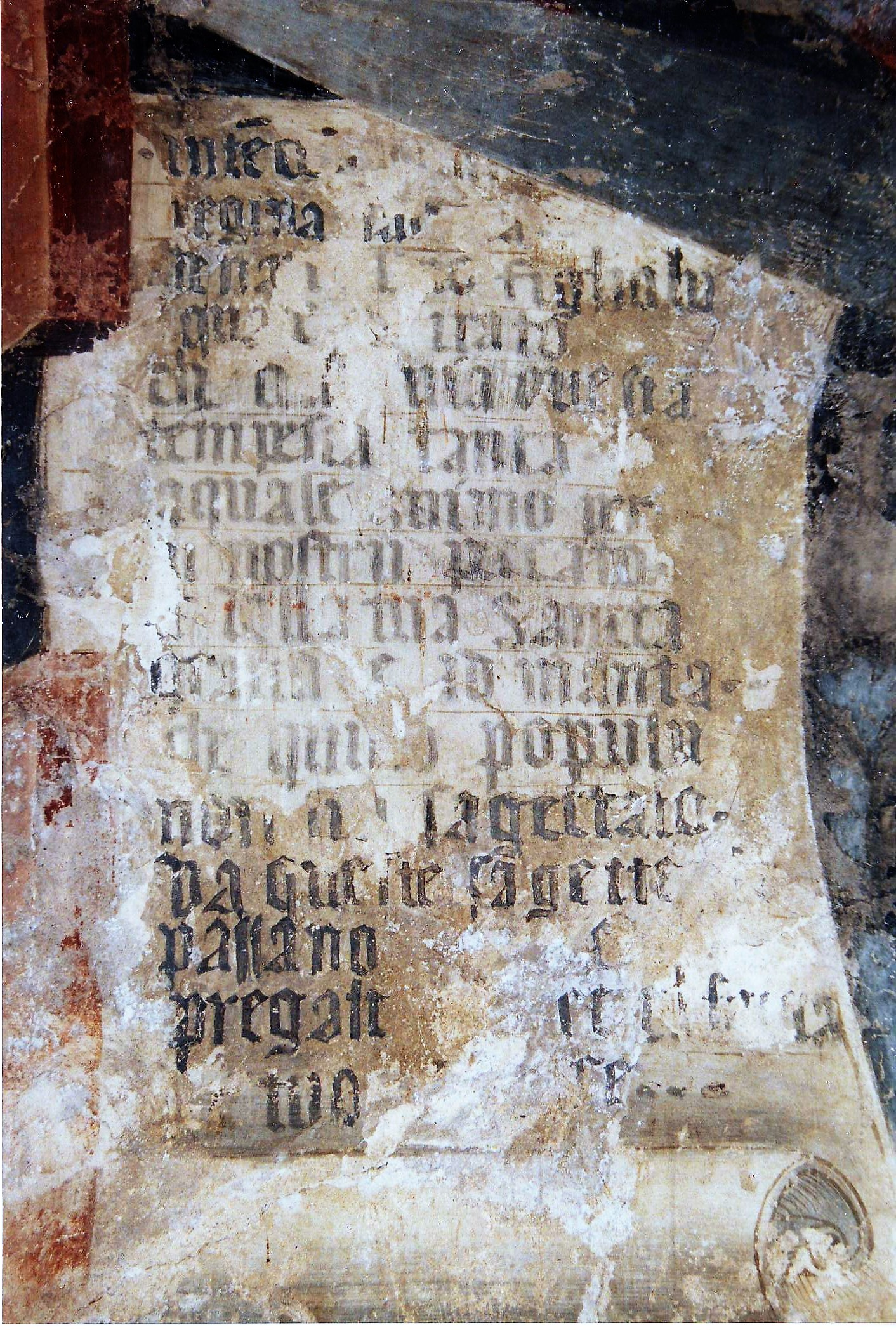
Inter(r)c[edi per nui], Regina sa[nct]a / Dena[nti a]l [tu]o Figliolu qua[le è] irato Ch[e cesse] via questa tempesta tanta / [ L]a quale avimo per [l]u nostru peccato; / [Et] della tua sancta gratia ce admanta, Che quisto populu non si[a] sagectato / Da queste sagette [che] passano [el core]; / Pregali che 'l faccia [per] tuo [amor]e.

Questo dipinto testimonia come tra Medioevo e Rinascimento venisse interpretata una malattia, a quel tempo incurabile, come la peste.
L'uomo medievale non conosceva la causa scientifica del contagio (ovvero la pulce dei ratti) e dunque riteneva che la malattia fosse dovuta ai peccati dell'uomo. Nel dipinto infatti Dio scaglia le saette, simbolo di peste, contro il popolo di Visso.
L'iconografia della divintà che scaglia le frecce è stata ripresa dal cristianesimo dalla cultura classica, in particolar modo dalla figura del dio greco Apollo, che in un passo dell'Iliade con il suo arco invia la piaga nell'accampamento degli achei perché Agamennone aveva rapito Criseide.
Nel dipinto le frecce si fermano sulla tenda che ospita la Vergine. Questo significa che chi si mette sotto la protezione della Madonna, invocando la sua intercessione, sarà immune dalla peste. A destra e a sinistra sotto la tenda ci sono infatti gli uomini e le donne di Visso, che si salvano perché si stanno rivolgendo a Maria con le parole tracciate nei due cartigli riportati sotto la tenda. Si tratta di una preghiera in volgare nella quale viene documentata la "cultura della peste" del tempo.